# Dieter Petzold
Dieter Petzold (* 20. Februar 1945 in Bad Neustadt an der Saale) ist ein deutscher Anglist.

## Leben
Nach der Promotion 1971 zum Dr. phil. in Erlangen und der Habilitation 1978 ebenda wurde er außerplanmäßiger Professor 1985 an der Friedrich-Alexander-Universität Erlangen-Nürnberg.

## Werke (Auswahl)
- Formen und Funktionen der englischen Nonsense-Dichtung im 19. Jahrhundert (= Erlanger Beiträge zur Sprach- und Kunstwissenschaft . Band 44). Carl, Nürnberg 1972, ISBN 3-418-00044-4 (zugleich Dissertation, Erlangen 1971).
- J. R. R. Tolkien. Fantasy Literature als Wunscherfüllung und Weltdeutung. Carl Winter Universitätsverlag, Heidelberg 1980. ISBN 3-533-02850-X.
- Das englische Kunstmärchen im neunzehnten Jahrhundert (= Buchreihe der Anglia. Band 20). Niemeyer, Tübingen 1981, ISBN 3-484-42022-7 (zugleich Habilitationsschrift, Erlangen 1978).
- Daniel Defoe: „Robinson Crusoe“ (= Uni-Taschenbücher. Band 1154). Fink, München 1982, ISBN 3-7705-2064-5.
- J. R. R. Tolkien. Leben und Werk. Edition Isele, Eggingen 2004. ISBN 3-86142-296-4.